# Tres coronas

Tres coronas

Tres coronas (en sueco: tre kronor) es el emblema nacional de Suecia, presente en el escudo nacional, y compuesto por tres coronas amarillas o doradas ordenadas dos arriba y una abajo, colocadas sobre un fondo azul. Diseños similares se encuentran en algunas banderas y escudos fuera de Suecia.

## Historia
Una de varias explicaciones tradicionales anteriores ha sugerido que Alberto III de Mecklemburgo (1338-1412), que gobernó Suecia entre 1364 y 1389, trajo el símbolo de Alemania como una señal de su reinado en Suecia, Finlandia y Mecklemburgo. Aparte del hecho de que Finlandia no se consideraba un país por derecho propio en ese momento, esta teoría ha sido refutada por investigaciones posteriores, específicamente el anuncio del descubrimiento de un friso en Aviñón, en el sur de Francia, el cual se estima que data de 1336. El friso fue pintado para un congreso internacional encabezado por el Papa y contiene los símbolos de todos los países participantes, incluida Suecia. Este descubrimiento sugiere que el símbolo fue introducido por el predecesor de Alberto, Magnus Eriksson (1316-1374), o antes.
Magnus usó los símbolos con frecuencia, probablemente para marcar sus tres reinos: Suecia, Noruega y Escania. A mediados del siglo XIV, los graves problemas financieros de la vecina Dinamarca hicieron que la mayor parte del país fuera empeñado en manos de los príncipes alemanes. Dado que el rey de Dinamarca se vio obligado a exiliarse en 1332, el arzobispo danés en Lund solicitó que Magnus se convirtiera en rey de las provincias escandinavas de Dinamarca. Magnus redimió el empeño y prestó juramento como rey de Escania el mismo año. Dado que también tenía la ambición de redimir al resto de Dinamarca, las coronas marcaron su dignidad como rey de 3 reinos.
Aunque Dinamarca se volvió a consolidar bajo el rey Valdemar Atterdag en 1340 y recuperó su territorio, y Noruega abandonó la unión con Suecia en 1380, los sucesivos reyes suecos continuaron usando el escudo de armas de la unión con las tres coronas. Una teoría alternativa, menos respaldada, sugiere que las tres coronas son los tres reinos en el título tradicional del rey sueco, rey de los suecos, godos y wendos. (los dos últimos de los cuales los ocupó en competencia con el rey danés). Los suecos-godos-wendos representan una reinterpretación oportuna del siglo XV del emblema ya establecido.
Cuando la Unión de Kalmar, la unión personal entre Dinamarca, Noruega y Suecia, fue instituida por la reina Margarita I en 1397, el símbolo de las tres coronas volvió a su uso como símbolo de la unión de tres reinos. Su sucesor, Eric de Pomerania, usó un escudo de armas dividido entre los escudos de Dinamarca (tres leones azules sobre un escudo dorado), Noruega (un león dorado con un hacha sobre un escudo rojo) y Suecia (un león dorado sobre un escudo de franjas onduladas azules y blancas) más la marca de la unión con las tres coronas doradas sobre un escudo azul, que es también el caso de las siguientes uniones de reyes en el siglo XV.
Dado que las tres coronas se habían utilizado en Suecia entre las uniones, tanto el rey Karl Knutsson Bonde, que periódicamente sacaba a Suecia de la Unión de Kalmar, como el rey Gustav Vasa, que le puso fin en 1521, utilizaron las coronas en cuartos con el león como símbolo de Suecia, y esto ha continuado hasta el presente. 

## Uso actual
Desde el siglo XV, las coronas han sido consideradas como las armas "principales" de Suecia y, por lo tanto, pueden usarse de forma independiente como el escudo de armas menor del país.
Aparte de su presencia en el escudo nacional sueco, el emblema se utiliza a menudo como símbolo de la autoridad oficial del Estado por parte de la Monarquía, el Riksdag (parlamento), el Gobierno de Suecia y las embajadas suecas en todo el mundo, pero también aparece en otros contextos menos formales, como el equipo nacional masculino de hockey sobre hielo, el cual usa el símbolo en sus suéteres y, por lo tanto, se les llama "Tres coronas", y en lo alto del Ayuntamiento de Estocolmo (construido entre 1911 y 1923). Las Tres Coronas también se utilizan como distintivo en los aviones militares suecos, como señal en el equipo militar sueco en general, y también en los uniformes y vehículos de la policía sueca, así como en los billetes y monedas de la corona sueca.

Escudo de armas real de Suecia
Escudo de armas menor de Suecia
Distintivo aeronautico militar de Suecia
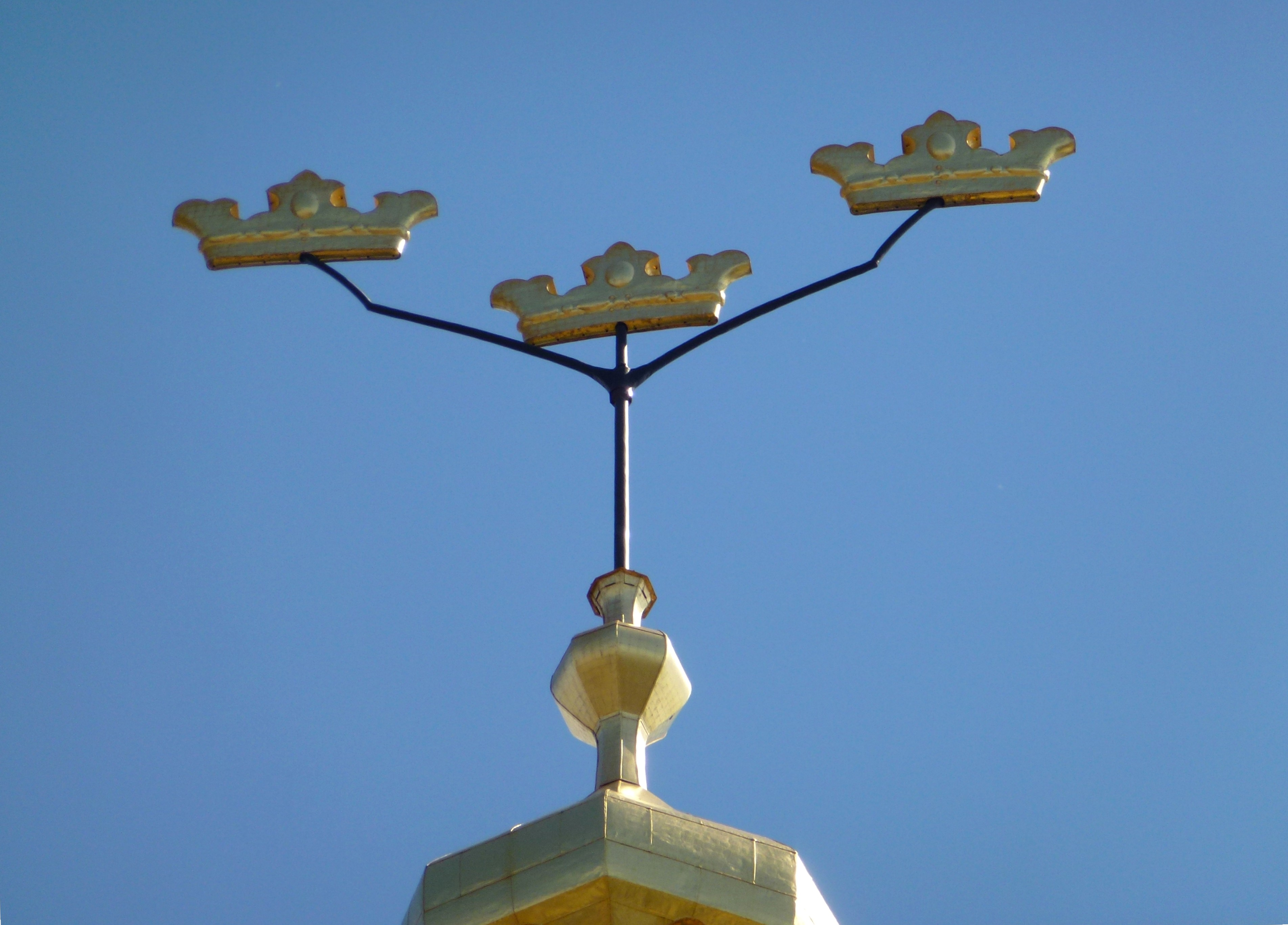
Las tres coronas en lo alto del Ayuntamiento de Estocolmo

### Uso en Dinamarca

Escudo de armas real de Dinamarca (1972–2024)

En la década de 1550, el rey Gustav Vasa de Suecia descubrió que el rey danés Christian III había agregado las tres coronas a su propio escudo de armas. Debido a que las tres coronas habían sido un símbolo sueco desde el siglo XIV y fueron utilizadas por los monarcas daneses solo durante la Unión de Kalmar, Gustav interpretó el uso del símbolo por parte de Christian III como una señal de la intención de conquistar Suecia y resucitar la Unión. Christian respondió que, dado que los monarcas de la unión habían usado las tres coronas, el símbolo ahora pertenecía a ambos reinos y tenía tanto derecho como el rey sueco a usarlo.
En Suecia, las Tres Coronas se consideraban un símbolo exclusivamente sueco. Esto llevó a un conflicto diplomático de larga duración entre los dos países, el llamado Conflicto de las Tres Coronas, con Suecia acusando a Dinamarca de imperialismo usando un símbolo sueco, y Dinamarca acusando a Suecia de monopolizar el uso de un símbolo de unión escandinava.
Este conflicto jugó un papel en el estallido de la Guerra nórdica de los Siete Años en 1563. A principios del siglo XVII, el conflicto se resolvió y se permitió a ambos países usar las Tres Coronas en sus escudos de armas, aunque en Dinamarca tiene un lugar menos prominente en el escudo y se lo conoce oficialmente como un recordatorio heráldico de la antigua Unión de Kalmar. Dinamarca ha utilizado las Tres Coronas de esta manera desde 1546, una práctica disputada por Suecia hasta 1613.
Las tres coronas fueron retiradas en 2025.

### Otros usos
Algunas exhibiciones heráldicas fuera de Escandinavia también incorporan diseños de triple corona. 

Escudo de armas de Lima, capital del Perú, concedido en 1537 por el emperador germánico Carlos V
Escudo de la región histórica de Galitzia (repartida actualmente entre Polonia y Ucrania)
Bandera de la ciudad rusa de Vyborg
Escudo de la isla caribeña francesa de Saint Barthélemy. Colonia sueca entre 1784 y 1878, el escudo de armas de la isla incluye las tres coronas como parte del diseño.
Bandera de la provincia histórica irlandesa de Munster. Las coronas representan los tres grandes reinos de la provincia: Desmond, Ormond y Thomond.
Bandera de la región de Anglia Oriental, en Inglaterra
Escudo de la Universidad de Oxford
Escudo del pueblo español de Burriana. Las coronas aquí se refieren al hecho de que en 1901, la Reina Regente de España, María Cristina de Austria, le dio a la villa el título de ciudad, y fue coronada tres veces.[5]
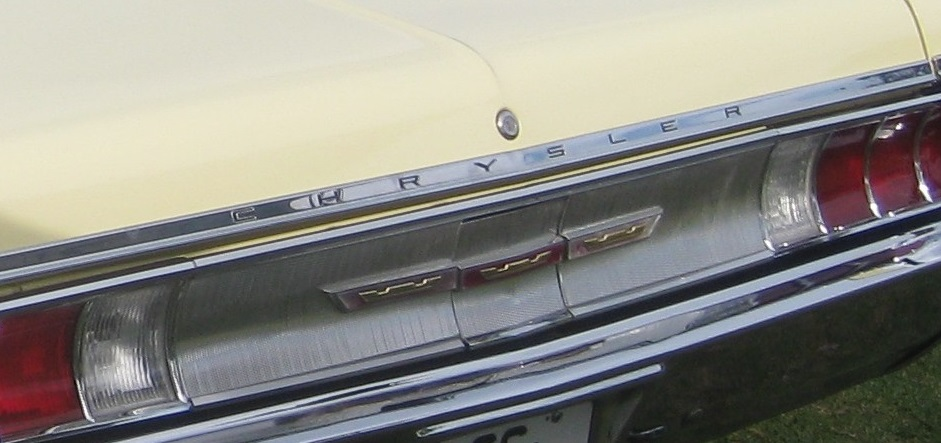
La compañía automotriz estadounidense Chrysler utilizó un símbolo con tres coronas en algunos de sus modelos New Yorker en la década de 1960. Un símbolo para el modelo superior de la marca, las coronas se colocaron en una fila en la parte trasera del vehículo (mostrado aquí) y una sobre otra en la parte delantera.
Logo de la compañía multimedia estadounidense Brøderbund usado durante las décadas de 1980 y 1990